# Villa de Allende
Villa de Allende là một đô thị thuộc bang México, México. Năm 2005, dân số của đô thị này là 41938 người.